# Schanze Wagesenberg

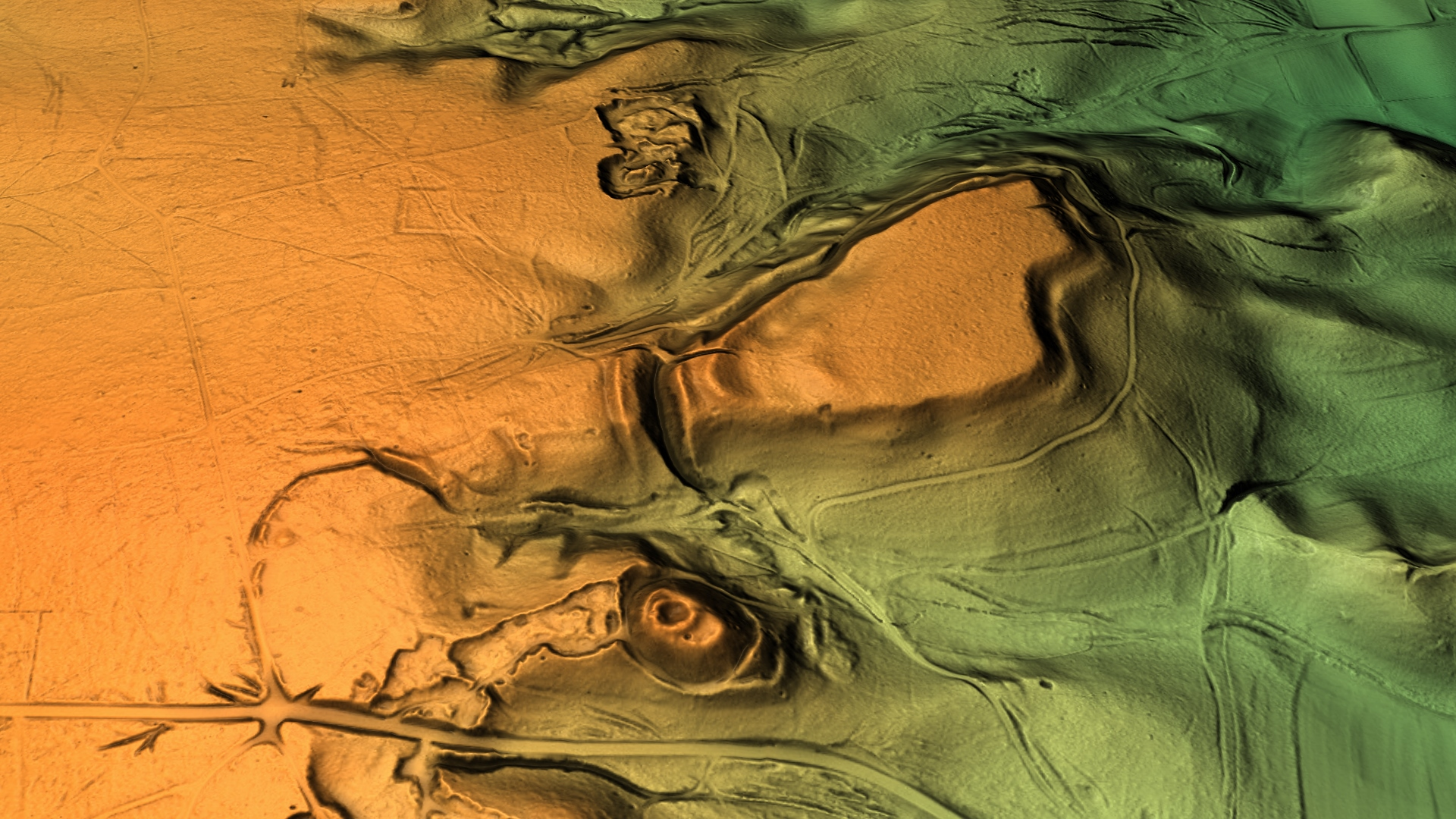
3D-Ansicht des digitalen Geländemodells

Die frühmittelalterliche Schanze Wagesenberg (Wagesenberg, Pöttmes) liegt neben einem hochmittelalterlichen Burgstall im Ebenrieder Forst im Landkreis Aichach-Friedberg in Schwaben. Die große Wallanlage zeigt einige typische Merkmale einer Ungarnschutzburg des 10. Jahrhunderts.

## Beschreibung

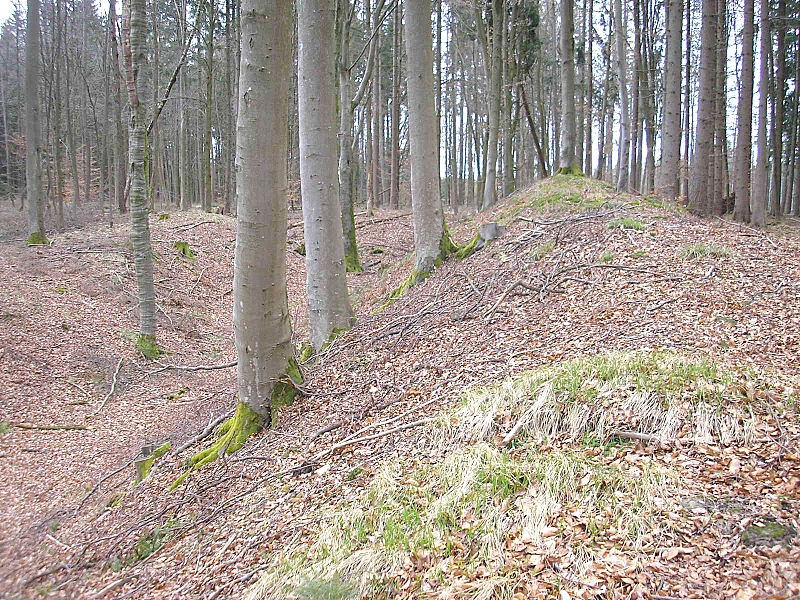
Der Frontwall der westlichen Vorburg nach Norden

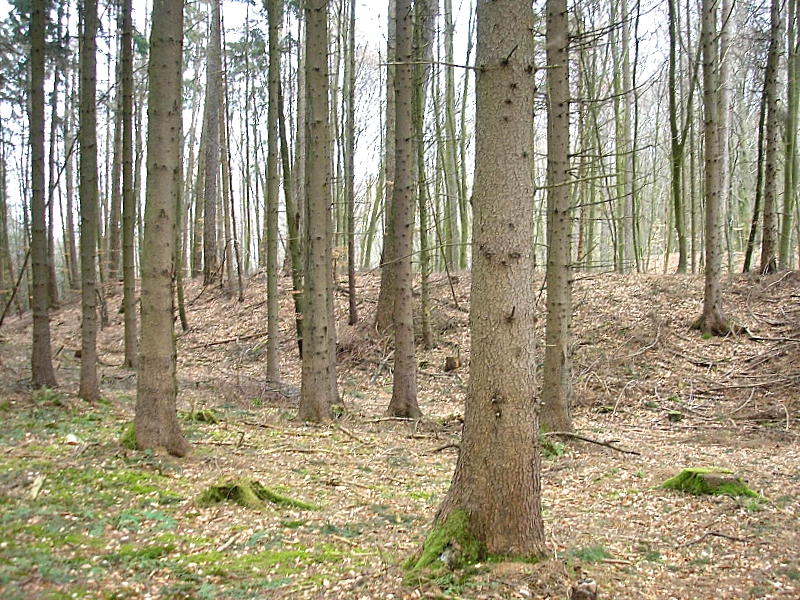
Der etwa vier Meter hohe Randwall vor dem Halsgraben der Hauptburg

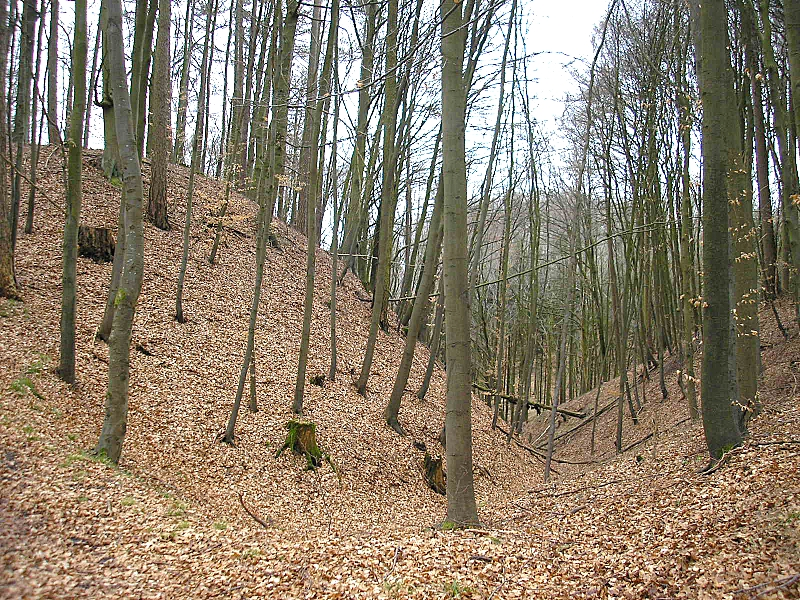
Blich nach Süden in den Halsgraben. Wallhöhe ca. 15 Meter

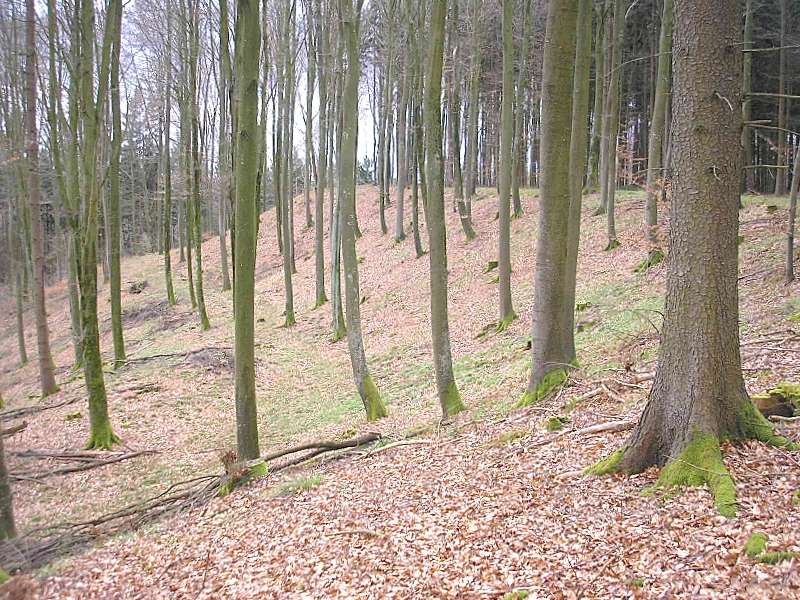
Ostseite der Wallanlage nach Süden

Der Burgplatz (ca. 515 m ü. NN) liegt etwa 100 Höhenmeter über dem Weiler Wagesenberg. Nur im Südwesten ist der nach Nordosten gerichtete Bergsporn mit dem Höhenrücken verbunden. Die übrigen Seiten werden durch die mäßig steil bis kräftig geböschten Hänge gesichert. Im Süden setzt ein ungewöhnlich tiefer Abschnittsgraben an, der auf der Hochfläche in nordöstliche Richtung weiterläuft. Das nierenförmige, nahezu ebene Burgplateau ist etwa 300 × 190 Meter groß.
Im Südosten ist dem Abschnittsgraben teilweise ein breiter, bis zu vier Meter hoher Randwall vorgelegt. Hinter dem stellenweise 8 Meter tiefen Spitzgraben steigt der Hauptwall auf bis zu 15 Meter an. Der Wall senkt sich anschließend nochmals um etwa drei Meter ab und steigt nach einer breiten Senke nachmals bis zu vier Meter empor. Der Innenraum liegt etwa 2 Meter unter der Wallkrone.
Die ungewöhnlichen Dimensionen dieses, ungefähr 70 Meter breiten Befestigungsabschnittes lassen sich durch die Ausnutzung einer natürlichen Erosionsrinne erklären. Die übrigen Abschnitte erscheinen nur als künstlich abgesteilt und waren sicherlich durch Palisaden oder Flechtwerkzäune gesichert. Eine zusätzliche Wallschüttung ist hier nicht erkennbar.
Etwa 100 Meter westlich des Hauptwalles läuft ein etwa vier Meter hoher, ungefähr 50 Meter langer Wallzug mit vorgelegtem Graben nach Süden. Westlich dieser Erdwerke hat sich ein winkelförmiger, nur bis zu zwei Meter hoher Wallzug erhalten, der als Rest der Vorburgumwallung der benachbarten hochmittelalterlichen Turmhügelburg gedeutet wird.
Der kurze Vorburgwall ist ein weiteres Indiz für die ungarnzeitliche Einordnung der Wallburg. Möglicherweise wurde die äußere Befestigungslinie nach der Beseitigung der Ungarngefahr nicht vollendet. Ein neuerer Geländeplan des Landesamtes für Denkmalpflege dokumentiert eine nach Westen laufende, allerdings verflachte oder unvollendete Fortsetzung dieses Annäherungshindernisses. Ähnliche Erdanlagen sind im Vorfeld zahlreicher frühmittelalterlicher Schutzburgen der ersten Hälfte des 10. Jahrhunderts nachweisbar.
Das aufwändige, insgesamt vierfach gestaffelte Wallsystem der Hauptangriffsseite ist ein typisches Kennzeichen ungarnzeitlicher Burganlagen. Die magyarischen Reiterkrieger sollten so auf Distanz gehalten und zum Absitzen gezwungen werden.

## Zeitstellung und Zweckbestimmung
Das Burgareal wurde bereits in der Bronze-, Urnenfelder- und Hallstattzeit als Siedlungsplatz verwendet (Bodenfunde). Das kleine Grabhügelfeld im nahen „Ackerschlag“ wird in die Hallstattzeit datiert. Westlich der Großburg sind die Erdwerke einer latènezeitlichen Viereckschanze im Gelände erkennbar.
Die Befestigungsanlagen dürften in ihrer letzten Ausbaustufe auf die Zeit der Ungarneinfälle (Erste Hälfte des 10. Jahrhunderts) zurückgehen. Auf diese Zeitstellung verweist besonders der mächtige, als „Ungarnwall“ anzusprechende Frontwall, der ein typisches Kennzeichen solcher Großburgen ist. Im weiteren Umfeld der Bischofsstadt Augsburg finden sich vergleichbare Schutzburgen und Truppensammelplätze bei Schwabegg (Haldenburg) und Fischach (Buschelberg). Neben diesen großen Landesburgen, die auf die Burgenbauordnung König Heinrichs I. zurückgehen dürften, wurden zahlreiche kleinere Befestigungswerke neu errichtet, bzw. ältere Anlagen modernisiert. Das Bistum dürfte damals einen Festungsbaumeister beschäftigt haben, der die Arbeiten an diesem Festungssystem koordinierte.
Der Forscher Rudolf Wagner (siehe Lit.) lokalisierte 1977 die seit langem gesuchte Burg des Grafen Berthold von Burgeck (Civitas Purgeka) innerhalb der Umwallungen. Dieser Dynast lebte Anfang des 12. Jahrhunderts. Auch innerhalb der großen Schanze wurden einige mittelalterliche Siedlungsreste gefunden. Unmittelbar südlich haben sich jedoch die Reste einer sehr großen hochmittelalterlichen Turmhügelburg (Burgstall Wagesenberg) erhalten, die sehr gut in die Zeit Bertholds passen würde. Wagner sieht hier allerdings nur den Standort des Wirtschaftshofes der Grafenburg, was angesichts der zeittypischen Konzeption und enormen Größe des Burgstalles (Länge etwa 350 Meter) eher unwahrscheinlich erscheint.
Das Bayerische Landesamt für Denkmalpflege verzeichnet das Bodendenkmal als frühmittelalterliche Abschnittsbefestigung unter der Denkmalnummer D 7-7432-0013.